# Oligoclona antica
Oligoclona antica är en fjärilsart som beskrevs av Walker 1855. Oligoclona antica ingår i släktet Oligoclona och familjen tandspinnare. Inga underarter finns listade i Catalogue of Life.